# Pimelea strigosa
Pimelea strigosa är en tibastväxtart som beskrevs av Gandoger. Pimelea strigosa ingår i släktet Pimelea och familjen tibastväxter. Inga underarter finns listade i Catalogue of Life.